# Stictoleptura tripartita
Stictoleptura tripartita är en skalbaggsart som först beskrevs av Lucas Friedrich Julius Dominikus von Heyden 1889.  Stictoleptura tripartita ingår i släktet Stictoleptura och familjen långhorningar.
Artens utbredningsområde är Iran. Inga underarter finns listade i Catalogue of Life.